# Allgemeiner Deutscher Gewerkschaftsbund
L'Allgemeine Deutsche Gewerkschaftsbund (Confédération Générale Syndicale Allemande) était une organisation syndicale allemande fondée le 5 juillet 1919 à Nuremberg au premier congrès des syndicats libres d'après-guerre. Elle a pris la suite de la Commission Générale des Syndicats en Allemagne. Les délégués présents ont élu Carl Legien comme premier président de la nouvelle organisation.
Elle était une alliance de 52 syndicats allemands avec des accords de coopération avec des organisations de fonctionnaires fédéraux (AFA-Bund). 
En 1920, l'organisation aurait, grâce à son influence considérable, initié une grève qui aurait entraîné l'échec du coup d'Etat de Wolfgang Kapp en quelques jours.
Les syndicats n'étaient pas politiquement neutres mais se voyaient comme le bras économique du mouvement ouvrier socialiste. En 1920, les syndicats de l'ADGB ont atteint un pic de plus de 8 millions d'adhérents. Cependant, le chômage important qui frappa l'Allemagne fit baisser ce chiffre de manière significative, si bien qu'à la fin de 1932, le nombre de membres avoisinait les 3,5 millions.
L'ADGB et le SPD se sont battus pour l'introduction de l'assurance-chômage et de la journée de travail de huit heures, qui avait été mise à mal par la réglementation du temps de travail de 1923. À la fin 1931, ils fondent ensemble le Front de fer pour lutter contre le parti nazi.
Les syndicats de l'ADGB étaient originellement ouverts aux adhérents de tous les partis. Cette attitude a dû changer du fait de la pression de l'Union soviétique qui, en 1929 a intimé au Parti communiste de proposer des listes concurrentes aux élections prud'homales. Le Parti communiste fonda donc l'Opposition syndicale révolutionnaire (de), ce qui conduit à l'exclusion de nombreux adhérents communistes de l'ADGB. En Mars 1932, le RGO comptait environ 200 000 membres.
Après leur arrivée au pouvoir, les Nazis ont essayé d'unir le mouvement syndical allemand sous l'égide de leurs propres organisations en menant un prosélytisme qui incitait à "mettre au service du nouvel Etat" le syndicat. Dans le même temps, le président Theodor Leipart s'était éloigné du SPD et déclarait l'ADGB politiquement neutre. Le point culminant de cette politique a été l'appel à la participation à la «Fête du Travail National», que les dirigeants nazis voulaient comme un 1er Mai national socialiste.
Cela n'a cependant pas empêché la destruction des syndicats libres, le 2 mai 1933. Ce jour-là, les sièges des syndicats ont été investis par surprise par la SA, leurs biens furent confisqués et de nombreux syndicalistes furent molestés. A Duisbourg, quatre secrétaires syndicaux furent assassinés.